# Cadre-47/2-Europameisterschaft 1969

Logo CEB (ausrichtender Verband)

Veranstaltungsort: Sevilla

Die Cadre-47/2-Europameisterschaft 1969 war das 31. Turnier in dieser Disziplin des Karambolagebillards und fand vom 24. bis zum 27. Oktober 1968 im andalusischen Sevilla statt. Die Europameisterschaft zählte zur Saison 1968/69. Es war die sechste Cadre-47/2-Europameisterschaft in Spanien.

## Geschichte
Erstmals wurde der Belgier Antoine Schrauwen Europameister im Cadre 47/2. Ungeschlagen überstand er das Turnier. Den knappsten Sieg gab es mit dem 400:348 gegen den Deutschen Meister Dieter Müller. Müller spielte mit 364 die Turnier Höchstserie gegen den Luxemburger Alphonse Grethen. Er war ein wenig enttäuscht, da der deutsche Rekord von Siegfried Spielmann bei 365 stand. Müller machte seine Serie als Schlussserie und konnte damit die Serie nicht erhöhen. Dritter wurde der Lokalmatador José Gálvez. Die Ergebnisse wirken ein wenig enttäuschend. Aber die Billards waren nicht in perfekter Verfassung. Damit waren keine besseren Durchschnitte möglich.

## Turniermodus
Hier wurde im Round Robin System bis 400 Punkte gespielt. Es wurde mit Nachstoß gespielt. Damit waren Unentschieden möglich.
Bei MP-Gleichstand wird in folgender Reihenfolge gewertet:
1. MP = Matchpunkte
2. GD = Generaldurchschnitt
3. HS = Höchstserie

## Abschlusstabelle
| MP    | Match Points (Sieger = 2; Unentschieden = 1; Verlierer = 0) |
| Pkte. | Erzielte Karambolagen                                       |
| Aufn. | Benötigte Versuche                                          |
| GD    | Generaldurchschnitt                                         |
| BED   | Bester Einzeldurchschnitt eines Spielers                    |
| HS    | Höchstserie                                                 |
|       | Bester GD des Turniers                                      |
|       | Bester ED des Turniers                                      |
|       | Beste HS des Turniers                                       |
|       | 1. Platz (Gold)                                             |
|       | 2. Platz (Silber)                                           |
|       | 3. Platz (Bronze)                                           |

| Platz                      | Name              | MP   | Pkte. | Aufn. | GD    | BED    | HS  |
| -------------------------- | ----------------- | ---- | ----- | ----- | ----- | ------ | --- |
| 1                          | Antoine Schrauwen | 16:0 | 3200  | 53    | 60,37 | 133,33 | 293 |
| 2                          | Dieter Müller     | 12:4 | 2981  | 84    | 35,48 | 100,00 | 364 |
| 3                          | José Gálvez       | 11:5 | 2588  | 89    | 29,07 | 57,14  | 292 |
| 4                          | Henk Scholte      | 8:8  | 2748  | 62    | 44,32 | 133,33 | 359 |
| 5                          | Tini Wijnen       | 8:8  | 2397  | 98    | 24,45 | 44,44  | 223 |
| 6                          | Johann Scherz     | 6:10 | 2342  | 110   | 21,29 | 26,66  | 133 |
| 7                          | Robert Guyot      | 5:11 | 2291  | 83    | 27,60 | 57,14  | 203 |
| 8                          | Jean Galmiche     | 4:12 | 2009  | 129   | 15,57 | 28,57  | 257 |
| 9                          | Alphonse Grethen  | 2:14 | 932   | 116   | 8,03  | 9,75   | 61  |
| Turnierdurchschnitt: 26,07 |                   |      |       |       |       |        |     |